# قدم‌های اول (فیلم ۱۹۴۷)
قدم‌های اول (انگلیسی: First Steps) یک فیلم مستند کوتاه محصول سال ۱۹۴۷ دربارهٔ درمان کودکان معلول است. این فیلم توسط شرکت فردریک هاوس برای وزارت امور اجتماعی سازمان ملل متحد تهیه شده‌است و توسط هیئت ملی فیلم کانادا توزیع شده‌است. قدم‌های اول به کارگردانی لئو سلتزر، در بیستمین دوره جوایز اسکار در سال ۱۹۴۸ برای بخش فیلم و آموزش تصویری سازمان ملل برنده جایزه اسکار بهترین مستند کوتاه شد.